# ズヴォルニク
ズヴォルニク（セルビア語:Зворник、ボスニア語:Zvornik、クロアチア語:Zvornik）は、ドリナ川沿いに位置するボスニア・ヘルツェゴビナの町、およびそれを中心とした基礎自治体。同国を構成する2つの構成体のうちスルプスカ共和国に属し、ヴラセニツァ地方の北部にある。北はビイェリナである。また、ドリナ川を挟んで対岸にはセルビアのマリ・ズヴォルニク（小ズヴォルニク）がある。
ズヴォルニクはスルプスカ共和国では最も開発の進んだ9の町のうちのひとつである。ズヴォルニクにはセルビア王国の国王ペータル1世の名をとった広場がある。ズヴォルニク自治体の守護聖人は聖ペトカ・トルノヴァ（Petka Trnova）であり、8月8日がその聖人の日となっている。

## 人口
1910年の国勢調査では、ズヴォルニク自治体で多数派であったのは正教徒であった。

### 1991年
1991年のユーゴスラビアの国勢調査では、ズヴォルニク自治体の人口は合計で81,295人であった。
- ムスリム人 - 48,102人 (59.16%)
- セルビア人 - 30,863人 (37.96%)
- ユーゴスラビア人 - 1,248 (1.53%)
- クロアチア人 - 122人 (0.15%)
- その他・不明 - 960人 (1.18%)

また、ズヴォルニクの町の人口は14,584人であった。
- ムスリム人 - 8,854人 (60.71%)
- セルビア人 - 4,235人 (29.03%)
- ユーゴスラビア人 - 944人 (6.47%)
- クロアチア人 - 76人 (0.52%)
- その他・不明 - 475人 (3.25%)

ボスニア・ヘルツェゴビナ紛争後の正確な民族別の人口は把握されていないものの、多くがセルビア人であると見られる。

## 歴史

### 近世以前
ズヴォルニクが初めて文献に現れるのは1410年で、「Zvonik」（鐘楼）の名で記されていた。ボスニアから東に向かう交通路の上にあるという地理的条件に恵まれ、ズヴォルニクは交易の拠点となった。たとえば、サラエヴォとベオグラードを結ぶ道はズヴォルニクを通過していた。ズヴォルニクはまたボスニアとセルビアの境に位置する町であった。
オスマン帝国時代、ズヴォルニクはズヴォルニク県の中心であった。これは、町の地理的条件による重要性に鑑みてのことであった。

### ボスニア紛争
ボスニア・ヘルツェゴビナ紛争時、ズヴォルニクはスルプスカ共和国軍の支配下に置かれ、ズヴォルニクのボシュニャク人の住民のほとんどが町を去ることを余儀なくされた。また、ボスニア政府やクロアチア人勢力の支配下となった地域から、多くのセルビア人がズヴォルニクに流入した。紛争初期、ズヴォルニクおよびその周辺ではいくつかの大量虐殺が発生した。ズヴォルニク郊外のカラカイ（Karakaj）やチェロペク（Čelopek）には強制収容所が置かれ、数百人にのぼるボシュニャク人が殺害された。スレブレニツァの虐殺の被害者が埋められた集団埋設地が、ズヴォルニクの南のリプリェ（Liplje）で見つかっている。紛争後、町の人口はほとんどセルビア人のみとなった。国際社会の支援により、脱出した難民の帰還が進められているものの、その進みはきわめて遅く、困難なものとなっている。また、紛争中にズヴォルニクに流入したセルビア人の多くが、紛争前の故郷に帰ることもできていない。紛争中、特にトゥズラやサラエヴォからのセルビア人人口の流入によって、町の人口は2倍近くになった。

## 気候
ボスニアのほかの地域同様、ズヴォルニクの気候は夏季には暑く、冬季には寒い、大陸性の気候である。ドリナ川に面した一部以外、町は保存された森に覆われた山に囲まれ、谷底にあるこの町に美しい景色をもたらしている。

## 教育
オスマン帝国によって18世紀に初めて学校が設置されたと考えられている。1880年、この学校の校舎は新しいものに移された。学校はセルビア人によって建てられた。公立の初等学校は1866年/1867年に始まった。1920年には中等学校も建てられた。これは第二次世界大戦まで町の唯一の中等学校であった。

## 出身人物
- セカ・アレクシッチ - 歌手。
- セヤド・サリホヴィッチ - サッカー選手。
- エルミン・ビチャクチッチ - サッカー選手。